# Infernal Battles
Albums de Deathspell Omega
Inquisitors of Satan
(2002)
Infernal Battles est le premier album studio du groupe de Black metal français Deathspell Omega. L'album est sorti en juin 2000 sous le label Northern Heritage records.
Parmi les huit titres de l'album, cinq proviennent de leur démo Disciples of the Ultimate Void, tous les titres de cette démo sont présents sur l'album.

## Musiciens
- Shaxul - Chant / Batterie
- Hasjarl - Guitare
- Khaos - Basse

## Liste des morceaux
1. The Victority of Impurity - 5:02
2. Drink the Devil's Blood - 4:22
3. Extinction of the Weak - 5:27
4. Sacrilegious Terror - 4:56
5. Raping Human Dignity - 4:20
6. The Ancient Presence Revealed - 5:39
7. Knowledge of the Ultimate Void - 4:42
8. Death's Reign (Human Futility) - 4:20